# ʼN
ŉ — неопределённый артикль в южноафриканском языке африкаанс.

## Грамматика
ŉ является неопределённым артиклем языка африкаанс и произносится так же, как английский неопределённый артикль a, или, как вариант, аналогично звуку i в слове sit. Сам символ произошёл от сокращения een, означающего «один» (так же, как английский неопределённый артикль an происходит от англосаксонского ān, также означающего «один»).
Dit is ŉ boom.
[dət əs ə buəm]
Это — дерево.
Когда ŉ стоит перед гласным, он может произноситься так же, как английский an. Это произношение не распространено и ограниченно употребляется среди пожилых людей. В общем, произношение, указанное выше, используется во всех случаях.
Dit is ŉ appel.
[dət əs n ɑpəl] (также [ɦn])
Это — яблоко.
В африкаансе в стандартных текстах ŉ не имеет заглавной формы. Вместо этого капитализируется первая буква следующего слова.
ŉ Mens is hier.
Человек здесь.
Исключением из этого правила являются газетные заголовки или предложения и фразы, целиком набранные заглавными буквами.
’N NASIONALE NOODTOESTAND
Чрезвычайное положение в государстве.

## Юникод
В Юникоде строчная форма графемы ŉ имеет отдельный символ с кодом U+0149 — LATIN SMALL LETTER N PRECEDED BY APOSTROPHE. Это сделано из соображений обратной совместимости со стандартом ISO/IEC 6937:1984, и почти во всех случаях предпочтительнее использовать последовательность из апострофа и n.